# Jonzun Crew
Jonzun Crew fue un grupo seminal de electro y del primer Hip-Hop Funk, que estaba liderado por Michael Jonzun e incluía a su hermano Maurice Starr y a Soni Jonzun. También participaba Carl, aka Captain Fingers. 
Los temas más famosos de Jonzun Crew, Pack Jam (Look out for the OVC)", "Space Is The Place" y "Space Cowboy", pertenecen al álbum de debut del grupo, Lost in Space (1983). Otros temas notables incluyen "We are the Jonzun Crew" y "Ground Control". El sonido de Jonzun Crew era particularmente único debido al hecho de que todas las partes de sintetizador eran tocadas en directo y no secuenciadas, y aunque utilizaron caja de ritmos en algunos de sus temas, la mayor parte de sus canciones utilizaban un batería que aportaba los patrones rítmicos principales, lo que dotaba a su música de un groove único comparado con otros grupos de electro de la época.
En 1986, Michael Jonzun dejó el grupo.

## Discografía parcial
- Pack Jam (Look Out for the OVC) (sencillo) (1982)
- Lost in Space (1983) (Tommy Boy/Warner Bros. Records) U.S. #66
- Down to Earth (1984) (original en Tommy Boy/Warner Bros. Records, reedición en A&M Records)
- Cosmic Love (1990) (Critique/BMG Records)
- Lost In Space CD (1999)

## Sencillos
| Año  | Título                   | Posición en listas | Posición en listas | Posición en listas |
| Año  | Título                   | U.S. R&B           | US Dance           |                    |
| ---- | ------------------------ | ------------------ | ------------------ | ------------------ |
| 1982 | "Pack Jam"               | #13                | #36                |                    |
| 1983 | "Space Cowboy"           | #12                | -                  |                    |
| 1983 | "Space Is the Place"     | #31                | #63                |                    |
| 1983 | "We Are the Jonzun Crew" | #37                | -                  |                    |